# 釋棲隱
釋棲隱（831年—926年），字巨徵，俗姓徐，為後唐洪州開元寺沙門，禪門高僧。

## 生平
棲隱法師少年時慧解超群，佩觿之年一心嚮往出世修行，父母不能左右法師的意志。法師削髮出家受具足戒後，勤學三藏經論，深研毘尼持犯的奧義。
唐朝廣明中期黃巢之亂，避難於廬山折桂峰，身披破麻衲衣，行頭陀行，與山叟野人無異。後證得歸宗禪旨，與山中名賢隱士以詩書唱酬為友，應機授以禪法，無有定法。棲隱禪師圓寂於唐明宗天成年（926年－930年）中期。